# Katastrofa kolejowa w Gaisal
Katastrofa kolejowa w Gaisal miała miejsce 2 sierpnia 1999 roku na odseparowanej stacji w miejscowości Gaisal w Indiach. W wyniku kolizji dwóch, przepełnionych składów, życie straciło według oficjalnych statystyk 285 osób.

## Przebieg wydarzeń
Wczesnym rankiem 2 sierpnia 1999 roku, do niewielkiej stacji Gaisal – prawie pół tysiąca kilometrów od miasta Guwahati w północno-wschodnim, indyjskim stanie Asam – zbliżały się z przeciwnych kierunków dwa pociągi, którymi podróżowało około 2,5 tysiąca pasażerów:
- Awadh Assam Express – relacji New Delhi-Gauhati, miał za zadanie zatrzymać się w Gaisal,
- Brahmaputra Mail – z Dibrugarh, wypełniony żołnierzami i policjantami, zmierzającymi w kierunku indyjskich granic – pędził z wielką prędkością.

## Kolizja
Z powodu awarii sygnalizacji Brahmaputra Mail został skierowany na ten sam tor, co stojący na stacji skład Awadh Assam Express. Wskutek czołowego zderzenia obu pociągów nastąpiła silna eksplozja. Lokomotywa Awadh Assam Express została wyrzucona w powietrze. Siła eksplozji wyrzuciła ciała pasażerów na pobliskie pola i okoliczne gospodarstwa. Na miejscu wypadku wybuchły pożary, których służby miasteczka Gaisal nie mogły opanować. Płomienie ogarnęły także zabudowania stacji kolejowej. Pomoc z Kalkuty napłynęła na miejsce dopiero po czternastu godzinach, w trakcie których wielu rannych zmarło.
Sytuację na miejscu zdarzenia poprawiły ulewne deszcze, które w ciągu dnia przeszły nad okolicą, dogasiły tlące się ogniska pożarów. Wkrótce, ekipy poszukiwawcze rozpoczęły rozdzielać dwanaście, zniekształconych wagonów obu pociągów.

## Liczba zabitych i kontrowersje
Oficjalna liczba zabitych została określona na 285 osoby, ale istnieją przypuszczenia, że w wyniku katastrofy mogło śmierć nawet do pół tysiąca osób, w tym dziewięćdziesięciu żołnierzy z Brahmaputra Mail. Zaistniały też problemy z identyfikacją wielu zwłok: moc pożaru okazała się tak wielka, doszło do zwęglenia i niekiedy zespolenia kilku ciał ze sobą. Rany odniosło trzystu ludzi. Większość przetransportowano do szpitali w Islampur i Kishanganj.
Istnieją także spory, co do przyczyny samej eksplozji. Według oficjalnej wersji, detonację wywołała wielka prędkość, z jaką Brahmaputra Mail wpadł na ekspres. Po katastrofie pojawiły się jednak spekulacje, iż eksplozje wywołały materiały wybuchowe, transportowane w składzie, którym podróżowali żołnierze. Armia Indyjska zaprzeczyła tym doniesieniom.